# Stelling van Shimura-Taniyama
In de wiskunde legt de stelling van Shimura-Taniyama of ook wel de modulariteitsstelling een belangrijke verbinding tussen elliptische krommen over het veld van de rationale getallen en modulaire vormen, zekere analytische functies, die in de 19de eeuw in de wiskunde zijn geïntroduceerd. In 1995 bewees Andrew Wiles met hulp van Richard Taylor de stelling van Shimura-Taniyama voor alle halfstabiele elliptische krommen over de rationale getallen. Het bewijs voor de resterende (niet-halfstabiele) krommen werd vervolgens in 2001 gezamenlijk geleverd door Christophe Breuil, Brian Conrad, Fred Diamond en Richard Taylor. Voordat het bewijs werd geleverd stond de stelling van Shimura-Taniyama bekend als het vermoeden van Taniyama-Shimura-Weil en onder verschillende andere namen.
De modulariteitsstelling is een speciaal geval van meer algemene vermoedens die zijn geuit door Robert Langlands. Het Langlands-programma probeert om een automorfe vorm of automorfe representatie (een geschikte generalisatie van een modulaire vorm) te verbinden met meer algemene objecten uit de rekenkundige algebraïsche meetkunde, zoals aan elke elliptische kromme over een getallenlichaam. De meeste gevallen van deze uitgebreide vermoedens zijn nog niet bewezen.
Wiles bewees met behulp van deze stelling en het Epsilon-vermoeden de laatste stelling van Fermat.

## Definitie
De stelling beweert dat bepaalt dat enige elliptische kromme over {\displaystyle \mathbb {Q} } kan worden verkregen via een rationele afbeelding met geheeltallige coëfficiënten van de klassieke modulaire kromme
{\displaystyle X_{0}(N)}
voor enig geheel getal {\displaystyle N}; dit is een kromme met geheeltallige coëfficiënten met een expliciete definitie. Deze afbeelding wordt een modulaire parametrisatie van niveau {\displaystyle N} genoemd. Als {\displaystyle N} het kleinste geheel getal is waarvoor een dergelijke parametrisatie kan worden gevonden (die door de modulariteitstelling zelf nu bekend is dat een aantal worden genoemd dirigent), dan kan de parametrisatie in termen van een afbeelding worden gedefinieerd gegenereerd door een bepaald soort van modulaire vorm van gewicht twee en niveau {\displaystyle N}, een genormaliseerd nieuwvorm met geheeltallige {\displaystyle q}-expansie, indien nodig gevolgd door een isogenie.
De modulariteitsstelling impliceert een nauw verwante analytische formulering: aan een elliptische kromme {\displaystyle E} over {\displaystyle \mathbb {Q} } kunnen we een overeenkomstige L-reeks bevestigen. De {\displaystyle L}-reeks is een Dirichletreeks, algemeen geschreven als
{\displaystyle L(s,E)=\sum _{n=1}^{\infty }{\frac {a_{n}}{n^{s}}}}
De genererende functie van de coëfficiënten {\displaystyle a_{n}} is dan 
{\displaystyle f(q,E)=\sum _{n=1}^{\infty }a_{n}q^{n}}
Als wij de substitutie  
{\displaystyle q=e^{2\pi i\tau }}
doorvoeren, zien wij de Fourier-expansie van een functie {\displaystyle f(\tau ,E)} van de complexe variabele {\displaystyle \tau } hebben geschreven, zodanig dat de coëfficiënten van de {\displaystyle q}-rijen ook kunnen worden beschouwd als de Fourier-coëfficiënten van {\displaystyle f}. De functie, die op deze wijze wordt verkregen, is opmerkelijk genoeg een cusp vorm van gewicht twee en niveau {\displaystyle N} en is ook een eigenvorm (een eigenvector van alle Hecke-operatoren), dit is het vermoeden van Hasse-Weil, dat uit de modulariteitsstelling volgt.
Sommige modulaire vormen van gewicht twee komen op hun beurt overeen met de holomorfe differentialen voor een elliptische kromme. De Jacobiaan van de modulaire kromme kan (up to isogenie) geschreven worden als een product van irreducibele Abelse variëteiten, wat overeenkomt met Hecke-eigenvormen van gewicht 2. De 1-dimensionale factoren zijn elliptische krommen (er kunnen ook hoger dimensionale factoren zijn, dus niet alle Hecke-eigenvormen corresponderen met rationele elliptische krommen). De kromme, die wordt verkregen door het vinden van de overeenkomstige cusp-vorm, en er vervolgens een kromme uit construeren, is isogeen aan de oorspronkelijke kromme (maar in het algemeen niet isomorf er aan).

## Geschiedenis
Een voorlopige versie van het vermoeden werd in september 1955 door Yutaka Taniyama op het internationale symposium over algebraïsche getaltheorie in Tokio en Nikko geformuleerd en werd in het Japans gepubliceerd in Sugaku vol 7 (1956) blz. 269. Goro Shimura en Taniyama werkten tot het einde van 1957, toen Taniyama zelfmoord pleegde, samen aan de verbetering van de gestrengheid van het vermoeden. Het vermoeden werd in 1967 herontdekt door André Weil, die aantoonde dat het zou volgen uit de (vermoede) functionaalvergelijkingen voor sommige gedraaide L-rijen van de elliptische kromme; dit was de eerste serieuze aanwijzing dat het vermoeden weleens waar zou kunnen zijn. In de jaren 1970 werd het vermoeden van Taniyame geassocieerd met het Langlands-programma, dat er naar streefde vermoedens in de wiskunde te unificeren.
Het vermoeden trok in de jaren tachtig veel belangstelling toen Gerhard Frey suggereerde dat het vermoeden van Taniyama-Shimura-Weil de laatste stelling van Fermat impliceerde. Hij deed dit door proberen aan te tonen dat enig tegenvoorbeeld van de laatste  stelling van Fermat aanleiding zou geven tot een niet-modulaire elliptische kromme. Zijn analyse was echter niet compleet. Om de laatste stelling van Fermat te kunnen deduceren uit het vermoeden van Taniyama-Shimura-Weil had hij een beetje meer nodig. In de wiskunde wordt  een beetje meer vaak aangeduid door ε, of epsilon, en dit beetje meer, dat nodig was om het vermoeden van Taniyama-Shimura-Weil aan de laatste stelling van Fermat te linken, werd door Jean-Pierre Serre geïdentificeerd en staat bekend als het epsilon-vermoeden, In de zomer van 1986 bewees Ken Ribet het epsilon-vermoeden, waarmee werd bewezen dat het vermoeden van Taniyama-Shimura-Weil inderdaad de laatste stelling van Fermat impliceerde. In 1995 bewees Andrew Wiles, deels met hulp van Richard Taylor, het vermoeden van Taniyama-Shimura-Weil voor een klasse van elliptische krommen, die halfstabiele elliptische kromme worden genoemd, een resultaat dat sterk genoeg was om een bewijs van de laatste stelling van Fermat op te leveren.
Het volledige vermoeden van Taniyama-Shimura-Weil werd in 2001 uiteindelijk door Breuil, Conrad, Diamond en Taylor bewezen. Zij bouwden voort op het werk van Wiles. Stap voor stap wisten zij de resterende gevallen uit de weg te ruimen totdat het volledige resultaat was bewezen. Het nu volledig bewezen vermoeden staat bekend als de modulariteitsstelling.
Verschillende stellingen in de getaltheorie vergelijkbaar met de laatste stelling van Fermat volgen uit de modulariteitsstelling.  Bijvoorbeeld: Geen derdegraadsvergelijking kan bijvoorbeeld als een som van twee relatieve priemgetallen {\displaystyle n}-de machten, {\displaystyle n\geq 3} worden geschreven. (Het geval {\displaystyle n=3} was al bekend aan Leonhard Euler.)

## Voetnoten
1. ↑  (en)  Shimura, 1989, blz. 194 gaf een Engelse vertaling van het vermoeden van Taniyama.